# Massa di Planck
La massa di Planck è l'unità naturale di massa, ed è indicata come {\displaystyle m_{P}}.

## Significato
Concettualmente, è definibile (a meno di un fattore {\displaystyle \ 2\pi }) come la massa di una particella la cui lunghezza d'onda Compton è pari alla lunghezza di Planck. 
{\displaystyle m_{P}={\sqrt {\frac {\hbar {}c}{G}}}} ≈ 1,2209 × 1028 eV/c2 = 21,76 μg

## Valore
Il CODATA (Committee on Data for Science and Technology) riporta il seguente valore per la massa di Planck: (2,17651±0,00013)×10−8 kg .
I fisici che lavorano nel campo della fisica delle particelle e i cosmologi usano sovente la massa di Planck ridotta, che è definita come 
{\displaystyle {\sqrt {\frac {\hbar {}c}{8\pi G}}}} ≈ 4,340 µg.
L'aggiunta di un termine 8π a denominatore semplifica molte equazioni usate in ambito gravitazionale.

## Importanza
La massima massa permessa dalla natura a particelle puntiformi è la massa di Planck (1.2 1028 eV/c2). Si può confrontare con la massa dell'elettrone (0.5 106 eV/c2) che è la minima massa nota per una particella carica, e la massa del neutrino (finora non misurata) che è la minima massa nota per una particella in generale.
In altre parole, la massa di Planck è la massima massa capace di possedere una singola carica elementare. La massa di Planck corrisponde a quella della soluzione di Schwarzschild (v. Spazio-tempo di Schwarzschild) per il buco nero che si può generare quando si intende effettuare una misura di posizione utilizzando fotoni con lunghezza d'onda pari alla lunghezza di Planck. A tale lunghezza di scala si ritiene che gli effetti della relatività generale e della meccanica quantistica diventino contemporaneamente importanti.